# Списак насељених места у Француској: B
| A \| B \| C \| D \| E \| F \| G \| H \| I \| J \| K \| L \| M \| N \| O \| P \| Q \| R \| S \| T \| U \| V \| W \| X \| Y \| Z \| É |

- Babeau-Bouldoux
- Baboeuf
- Baby (Francja)
- Baccarat
- Baccon
- Bach (Lot)
- Bachant
- Bachas
- Bachivillers
- Bachos
- Bachy
- Bacilly
- Baconnes
- Baconnière
- Bacouel-sur-Selle
- Bacourt
- Bacouël
- Bacquepuis
- Bacqueville
- Bacqueville-en-Caux
- Badailhac
- Badaroux
- Badecon-le-Pin
- Badefols-d'Ans
- Badefols-sur-Dordogne
- Baden (Francja)
- Badens
- Badevel
- Badinières
- Badménil-aux-Bois
- Badonviller
- Badonvilliers-Gérauvilliers
- Baerendorf
- Baerenthal
- Baffe
- Baffie
- Bagard
- Bagas
- Bagat-en-Quercy
- Bagert
- Bages (Aude)
- Bages (Pyrénées-Orientales)
- Bagiry
- Bagnac-sur-Célé
- Bagneaux
- Bagneaux-sur-Loing
- Bagneux (Aisne)
- Bagneux (Allier)
- Bagneux (Hauts-de-Seine)
- Bagneux (Indre)
- Bagneux (Marne)
- Bagneux (Meurthe-et-Moselle)
- Bagneux-la-Fosse
- Bagnizeau
- Bagnoles
- Bagnoles-de-l'Orne
- Bagnolet
- Bagnols (Puy-de-Dôme)
- Bagnols (Rodan)
- Bagnols-en-Forêt
- Bagnols-les-Bains
- Bagnols-sur-Cèze
- Bagnot
- Bagnères-de-Bigorre
- Bagnères-de-Luchon
- Baguer-Morvan
- Baguer-Pican
- Baho
- Bahus-Soubiran
- Baigneaux (Eure-et-Loir)
- Baigneaux (Gironde)
- Baigneaux (Loir-et-Cher)
- Baignes
- Baignes-Sainte-Radegonde
- Baigneux-les-Juifs
- Baignolet
- Baigts
- Baigts-de-Béarn
- Baillargues
- Bailleau-Armenonville
- Bailleau-l'Evêque
- Bailleau-le-Pin
- Baillestavy
- Baillet-en-France
- Bailleul (Nord)
- Bailleul (Orne)
- Bailleul (Sarthe)
- Bailleul (Somme)
- Bailleul-Neuville
- Bailleul-Sir-Berthoult
- Bailleul-aux-Cornailles
- Bailleul-la-Vallée
- Bailleul-le-Soc
- Bailleul-lès-Pernes
- Bailleul-sur-Thérain
- Bailleulmont
- Bailleulval
- Bailleval
- Baillolet
- Baillou
- Bailly (Oise)
- Bailly (Yvelines)
- Bailly-Romainvilliers
- Bailly-aux-Forges
- Bailly-en-Rivière
- Bailly-le-Franc
- Baillé
- Bain-de-Bretagne
- Baincthun
- Bainghen
- Bains
- Bains-les-Bains
- Bains-sur-Oust
- Bainville-aux-Miroirs
- Bainville-aux-Saules
- Bainville-sur-Madon
- Bairols
- Bais (Ille-et-Vilaine)
- Bais (Mayenne)
- Baisieux
- Baissey
- Baives
- Baix
- Baixas
- Baizieux
- Baizil
- Bajamont
- Bajonnette
- Bajus
- Balacet
- Baladou
- Balagny-sur-Thérain
- Balaguier-d'Olt
- Balaguier-sur-Rance
- Balaguères
- Balaiseaux
- Balaives-et-Butz
- Balan (Ain)
- Balan (Ardennes)
- Balanod
- Balansun
- Balanzac
- Balaruc-le-Vieux
- Balaruc-les-Bains
- Balazuc
- Balazé
- Balbigny
- Balbins
- Balbronn
- Baldenheim
- Baldersheim
- Baleine
- Baleix
- Balesmes-sur-Marne
- Balesta
- Baleyssagues
- Balgau
- Balham
- Balignac
- Balignicourt
- Balinghem
- Baliracq-Maumusson
- Baliros
- Balizac
- Ballainvilliers
- Ballaison
- Ballan-Miré
- Ballancourt-sur-Essonne
- Ballans
- Ballay
- Balledent
- Balleray
- Balleroy
- Ballersdorf
- Ballon (Charente-Maritime)
- Ballon (Sarthe)
- Ballons
- Ballore
- Ballots
- Balloy
- Ballée
- Balléville
- Balma
- Balme (Savoie)
- Balme-d'Epy
- Balme-de-Sillingy
- Balme-de-Thuy
- Balme-les-Grottes
- Balnot-la-Grange
- Balnot-sur-Laignes
- Balogna
- Balot
- Balsac
- Balschwiller
- Balsièges
- Baltzenheim
- Balzac (Charente)
- Balâtre
- Bambecque
- Bambiderstroff
- Ban-Saint-Martin
- Ban-de-Laveline
- Ban-de-Sapt
- Ban-sur-Meurthe
- Ban-sur-Meurthe-Clefcy
- Banassac
- Banca
- Bancigny
- Bancourt
- Bandol
- Baneins
- Baneuil
- Bangor (Francja)
- Banios
- Banize
- Bannalec
- Bannans
- Bannay (Cher)
- Bannay (Marne)
- Bannay (Moselle)
- Banne
- Bannegon
- Bannes (Haute-Marne)
- Bannes (Lot)
- Bannes (Marne)
- Bannes (Mayenne)
- Banneville-la-Campagne
- Banneville-sur-Ajon
- Bannières
- BannoSaint-Villegagnon
- Bannoncourt
- Banogne-Recouvrance
- Banon
- Banos
- Bans
- Bansat
- Bantanges
- Banteux
- Banthelu
- Bantheville
- Bantigny
- Bantouzelle
- Bantzenheim
- Banvillars
- Banville
- Banvou
- Banyuls-dels-Aspres
- Banyuls-sur-Mer
- Baon
- Baons-le-Comte
- Bapaume
- Bar (Corrèze)
- Bar-le-Duc
- Bar-lès-Buzancy
- Bar-sur-Aube
- Bar-sur-Seine
- Baracé
- Baraigne
- Baraize
- Baralle
- Baraqueville
- Barastre
- Baratier
- Barbachen
- Barbaggio
- Barbaira
- Barbaise
- Barbas
- Barbaste
- Barbazan
- Barbazan-Debat
- Barbazan-Dessus
- Barbechat
- Barben
- Barbentane
- Barberaz
- Barberey-Saint-Sulpice
- Barberier
- Barbery (Calvados)
- Barbery (Oise)
- Barbeville
- Barbey
- Barbey-Seroux
- Barbezieux-Saint-Hilaire
- Barbezières
- Barbirey-sur-Ouche
- Barbizon
- Barbières
- Barbonne-Fayel
- Barbonville
- Barboux
- Barbuise
- Barby (Ardennes)
- Barby (Savoie)
- Barbâtre
- Barc
- Barcelonne
- Barcelonne-du-Gers
- Barcelonnette
- Barchain
- Barcillonnette
- Barcugnan
- Barcus
- Barcy
- Bard (Loire)
- Bard-le-Régulier
- Bard-lès-Epoisses
- Bard-lès-Pesmes
- Barde
- Bardenac
- Bardigues
- Bardon
- Bardos
- Bardou
- Bardouville
- Bareilles
- Barembach
- Baren
- Barentin
- Barenton
- Barenton-Bugny
- Barenton-Cel
- Barenton-sur-Serre
- Barfleur
- Bargemon
- Barges (Côte-d'Or)
- Barges (Haute-Loire)
- Barges (Haute-Saône)
- Bargny
- Bargème
- Barie
- Barinque
- Barisey-au-Plain
- Barisey-la-Côte
- Barisis
- Barizey
- Barjac (Ariège)
- Barjac (Gard)
- Barjac (Lozère)
- Barjols
- Barjon
- Barjouville
- Barles
- Barlest
- Barleux
- Barlieu
- Barlin
- Barly (Pas-de-Calais)
- Barly (Somme)
- Barmainville
- Barnas
- Barnave
- Barnay
- Barneville-Carteret
- Barneville-la-Bertran
- Barneville-sur-Seine
- Baroche-sous-Lucé
- Baroches
- Baromesnil
- Baron (Gard)
- Baron (Gironde)
- Baron (Oise)
- Baron (Saône-et-Loire)
- Baron-sur-Odon
- Baronville
- Barou-en-Auge
- Baroville
- Barquet
- Barr
- Barrais-Bussolles
- Barran
- Barrancoueu
- Barras
- Barraute-Camu
- Barraux
- Barre (Haute-Saône)
- Barre (Jura)
- Barre (Tarn)
- Barre-de-Monts
- Barre-de-Semilly
- Barre-des-Cévennes
- Barret
- Barret-de-Lioure
- Barret-le-Bas
- Barretaine
- Barrettali
- Barriac-les-Bosquets
- Barro
- Barrou
- Barroux
- Barry (Francja)
- Barry-d'Islemade
- Barrême
- Bars (Dordogne)
- Bars (Gers)
- Barsac (Drôme)
- Barsac (Gironde)
- Barst
- Bart
- Bartenheim
- Barthe
- Barthe-de-Neste
- Bartherans
- Barthes
- Bartrès
- Barville (Eure)
- Barville (Orne)
- Barville (Vosges)
- Barville-en-Gâtinais
- Barzan
- Barzun
- Barzy-en-Thiérache
- Barzy-sur-Marne
- Barèges
- Barésia-sur-l'Ain
- Bas-Lieu
- Bas-Mauco
- Bas-en-Basset
- Bas-et-Lezat
- Bascons
- Bascous
- Baslieux
- Baslieux-lès-Fismes
- Baslieux-sous-Châtillon
- Basly
- Bassac
- Bassan
- Bassanne
- Basse-Goulaine
- Basse-Ham
- Basse-Rentgen
- Basse-Vaivre
- Basse-sur-le-Rupt
- Bassemberg
- Basseneville
- Bassens (Gironde)
- Bassens (Savoie)
- Bassercles
- Basses
- Basseux
- Bassevelle
- Bassignac
- Bassignac-le-Bas
- Bassignac-le-Haut
- Bassigney
- Bassilac
- Bassillon-Vauzé
- Bassing
- Bassoles-Aulers
- Bassoncourt
- Bassou
- Bassoues
- Bassu
- Bassuet
- Bassurels
- Bassussarry
- Bassy
- Bassée
- Bastanès
- Bastelica
- Bastelicaccia
- Bastennes
- Bastide (Pyrénées-Orientales)
- Bastide (Var)
- Bastide-Pradines
- Bastide-Puylaurent
- Bastide-Solages
- Bastide-d'Engras
- Bastide-de-Besplas
- Bastide-de-Bousignac
- Bastide-de-Lordat
- Bastide-de-Sérou
- Bastide-des-Jourdans
- Bastide-du-Salat
- Bastide-l'Evêque
- Bastide-sur-l'Hers
- Bastidonne
- Bastit
- Basville
- Bataille
- Bathelémont-lès-Bauzemont
- Bathernay
- Batilly (Meurthe-et-Moselle)
- Batilly (Orne)
- Batilly-en-Gâtinais
- Batilly-en-Puisaye
- Bats
- Batsère
- Battenans-Varin
- Battenheim
- Battexey
- Battigny
- Battrans
- Batz-sur-Mer
- Batzendorf
- Baubigny
- Bauche
- Baud (Morbihan)
- Baudement
- Baudemont
- Baudignan
- Baudignécourt
- Baudinard-sur-Verdon
- Baudoncourt
- Baudonvilliers
- Baudre
- Baudrecourt (Haute-Marne)
- Baudrecourt (Moselle)
- Baudreix
- Baudres
- Baudreville (Eure-et-Loir)
- Baudreville (Manche)
- Baudricourt
- Baudrières
- Baudrémont
- Bauduen
- Baugy (Cher)
- Baugy (Oise)
- Baugy (Saône-et-Loire)
- Baugé
- Baulay
- Baule
- Baule-Escoublac
- Baulme-la-Roche
- Baulne
- Baulne-en-Brie
- Baulny
- Baulon
- Baulou
- Baume
- Baume-Cornillane
- Baume-d'Hostun
- Baume-de-Transit
- Baume-les-Dames
- Baume-les-Messieurs
- Bauné
- Baupte
- Bauquay
- Baurech
- Bauvin
- Baux-de-Provence
- Bauzemont
- Bauzy
- Bavans
- Bavay
- Bavelincourt
- Bavent
- Baverans
- Bavilliers
- Bavinchove
- Bavincourt
- Bax
- Bay
- Bay-sur-Aube
- Bayac
- Bayard-sur-Marne
- Bayas
- Baye (Finistère)
- Baye (Marne)
- Bayecourt
- Bayel
- Bayencourt
- Bayenghem-lès-Eperlecques
- Bayenghem-lès-Seninghem
- Bayers
- Bayet
- Bayeux
- Bayon
- Bayon-sur-Gironde
- Bayonne
- Bayons
- Bayonville
- Bayonville-sur-Mad
- Bayonvillers
- Bazac
- Bazaiges
- Bazailles
- Bazainville
- Bazancourt (Marne)
- Bazancourt (Oise)
- Bazarnes
- Bazas
- Bazauges
- Bazegney
- Bazeilles
- Bazeilles-sur-Othain
- Bazelat
- Bazemont
- Bazens
- Bazentin
- Bazenville
- Bazet
- Bazeuge
- Bazian
- Bazicourt
- Bazien
- Bazillac
- Bazincourt-sur-Epte
- Bazincourt-sur-Saulx
- Bazinghen
- Bazinval
- Baziège
- Bazoche-Gouet
- Bazoches
- Bazoches-au-Houlme
- Bazoches-en-Dunois
- Bazoches-les-Gallerandes
- Bazoches-les-Hautes
- Bazoches-lès-Bray
- Bazoches-sur-Guyonne
- Bazoches-sur-Hoëne
- Bazoches-sur-Vesles
- Bazoches-sur-le-Betz
- Bazoge (Manche)
- Bazoge-Montpinçon
- Bazoges-en-Paillers
- Bazoges-en-Pareds
- Bazoilles-et-Ménil
- Bazoilles-sur-Meuse
- Bazolles
- Bazoncourt
- Bazoque (Calvados)
- Bazoque (Orne)
- Bazoques
- Bazordan
- Bazouge-des-Alleux
- Bazougers
- Bazouges-la-Pérouse
- Bazouges-sur-le-Loir
- Bazuel
- Bazugues
- Bazus
- Bazus-Aure
- Bazus-Neste
- Baâlon
- Baâlons
- Beaubec-la-Rosière
- Beaubery
- Beaubigny
- Beaubray
- Beaucaire (Gard)
- Beaucaire (Gers)
- Beaucamps-Ligny
- Beaucamps-le-Jeune
- Beaucamps-le-Vieux
- Beaucens
- Beaucet
- Beauchalot
- Beauchamp
- Beauchamps (Manche)
- Beauchamps (Somme)
- Beauchamps-sur-Huillard
- Beauchastel
- Beauche
- Beauchemin
- Beauchery-Saint-Martin
- Beauchêne (Loir-et-Cher)
- Beauchêne (Orne)
- Beauclair
- Beaucoudray
- Beaucourt
- Beaucourt-en-Santerre
- Beaucourt-sur-l'Ancre
- Beaucourt-sur-l'Hallue
- Beaucouzé
- Beaucroissant
- Beaucé
- Beaudignies
- Beaudricourt
- Beaudéan
- Beaudéduit
- Beaufai
- Beaufay
- Beauficel
- Beauficel-en-Lyons
- Beaufin
- Beaufort (Haute-Garonne)
- Beaufort (Hérault)
- Beaufort (Isère)
- Beaufort (Jura)
- Beaufort (Nord)
- Beaufort (Savoie)
- Beaufort-Blavincourt
- Beaufort-en-Argonne
- Beaufort-en-Santerre
- Beaufort-en-Vallée
- Beaufort-sur-Gervanne
- Beaufou
- Beaufour-Druval
- Beaufremont
- Beaugas
- Beaugeay
- Beaugency
- Beaugies-sous-Bois
- Beaujeu (Alpes-de-Haute-Provence)
- Beaujeu (Rodan)
- Beaujeu-Saint-Vallier-Pierrejux-et-Quit
- Beaulandais
- Beaulencourt
- Beaulieu (Ardèche)
- Beaulieu (Calvados)
- Beaulieu (Cantal)
- Beaulieu (Côte-d'Or)
- Beaulieu (Haute-Loire)
- Beaulieu (Hérault)
- Beaulieu (Indre)
- Beaulieu (Isère)
- Beaulieu (Nièvre)
- Beaulieu (Orne)
- Beaulieu (Puy-de-Dôme)
- Beaulieu-en-Argonne
- Beaulieu-les-Fontaines
- Beaulieu-lès-Loches
- Beaulieu-sous-Parthenay
- Beaulieu-sous-la-Roche
- Beaulieu-sur-Dordogne
- Beaulieu-sur-Layon
- Beaulieu-sur-Loire
- Beaulieu-sur-Mer
- Beaulieu-sur-Oudon
- Beaulieu-sur-Sonnette
- Beaulon
- Beaumais
- Beaumarchés
- Beaumat
- Beaume
- Beaumerie-Saint-Martin
- Beaumes-de-Venise
- Beaumesnil (Calvados)
- Beaumesnil (Eure)
- Beaumettes
- Beaumetz
- Beaumetz-lès-Aire
- Beaumetz-lès-Cambrai
- Beaumetz-lès-Loges
- Beaumont (Ardèche)
- Beaumont (Corrèze)
- Beaumont (Dordogne)
- Beaumont (Gers)
- Beaumont (Haute-Loire)
- Beaumont (Haute-Savoie)
- Beaumont (Meurthe-et-Moselle)
- Beaumont (Puy-de-Dôme)
- Beaumont (Vienne)
- Beaumont (Yonne)
- Beaumont-Hague
- Beaumont-Hamel
- Beaumont-Monteux
- Beaumont-Pied-de-Boeuf (Mayenne)
- Beaumont-Pied-de-Bœuf (Sarthe)
- Beaumont-Sardolles
- Beaumont-Village
- Beaumont-de-Lomagne
- Beaumont-de-Pertuis
- Beaumont-du-Gâtinais
- Beaumont-du-Lac
- Beaumont-du-Ventoux
- Beaumont-en-Argonne
- Beaumont-en-Auge
- Beaumont-en-Beine
- Beaumont-en-Cambrésis
- Beaumont-en-Diois
- Beaumont-en-Verdunois
- Beaumont-en-Véron
- Beaumont-la-Ferrière
- Beaumont-la-Ronce
- Beaumont-le-Hareng
- Beaumont-le-Roger
- Beaumont-les-Autels
- Beaumont-les-Nonains
- Beaumont-lès-Randan
- Beaumont-lès-Valence
- Beaumont-sur-Dême
- Beaumont-sur-Grosne
- Beaumont-sur-Lèze
- Beaumont-sur-Oise
- Beaumont-sur-Sarthe
- Beaumont-sur-Vesle
- Beaumont-sur-Vingeanne
- Beaumontel
- Beaumotte-Aubertans
- Beaumotte-lès-Pin
- Beaumé
- Beauménil
- Beaunay
- Beaune
- Beaune-d'Allier
- Beaune-la-Rolande
- Beaune-sur-Arzon
- Beaunotte
- Beaupont
- Beaupouyet
- Beaupréau
- Beaupuy (Gers)
- Beaupuy (Haute-Garonne)
- Beaupuy (Lot-et-Garonne)
- Beaupuy (Tarn-et-Garonne)
- Beauquesne
- Beaurain
- Beaurains
- Beaurains-lès-Noyon
- Beaurainville
- Beaurecueil
- Beauregard (Ain)
- Beauregard (Lot)
- Beauregard-Baret
- Beauregard-Vendon
- Beauregard-de-Terrasson
- Beauregard-et-Bassac
- Beauregard-l'Evêque
- Beaurepaire (Isère)
- Beaurepaire (Oise)
- Beaurepaire (Seine-Maritime)
- Beaurepaire-en-Bresse
- Beaurepaire-sur-Sambre
- Beaurevoir
- Beaurieux (Aisne)
- Beaurieux (Nord)
- Beaurières
- Beauronne
- Beausemblant
- Beausite
- Beausoleil
- Beaussac
- Beaussais
- Beaussault
- Beausse
- Beausset
- Beauteville
- Beautheil
- Beautiran
- Beautor
- Beautot
- Beauvain
- Beauvais
- Beauvais-sur-Matha
- Beauvais-sur-Tescou
- Beauval
- Beauval-en-Caux
- Beauvallon
- Beauvau
- Beauvernois
- Beauvezer
- Beauville (Haute-Garonne)
- Beauville (Lot-et-Garonne)
- Beauvilliers (Eure-et-Loir)
- Beauvilliers (Loir-et-Cher)
- Beauvilliers (Yonne)
- Beauvoir (Manche)
- Beauvoir (Oise)
- Beauvoir (Seine-et-Marne)
- Beauvoir (Yonne)
- Beauvoir-Wavans
- Beauvoir-de-Marc
- Beauvoir-en-Lyons
- Beauvoir-en-Royans
- Beauvoir-sur-Mer
- Beauvoir-sur-Niort
- Beauvois
- Beauvois-en-Cambrésis
- Beauvois-en-Vermandois
- Beauvoisin (Drôme)
- Beauvoisin (Gard)
- Beauvène
- Beaux
- Beauzac
- Beauzelle
- Beauziac
- Beblenheim
- Bec-de-Mortagne
- Beccas
- Becquigny (Aisne)
- Becquigny (Somme)
- Beddes
- Bedenac
- Bedous
- Beffes
- Beffia
- Beffu-et-le-Morthomme
- Begnécourt
- Behonne
- Behren-lès-Forbach
- Beignon
- Beillé
- Beine
- Beine-Nauroy
- Beinheim
- Beire-le-Châtel
- Beire-le-Fort
- Beissat
- Belan-sur-Ource
- Belberaud
- Belbeuf
- Belbèse
- Belbèze-de-Lauragais
- Belbèze-en-Comminges
- Belcaire
- Belcastel (Aveyron)
- Belcastel (Tarn)
- Belcastel-et-Buc
- Belcodène
- Beleymas
- Belfahy
- Belfays
- Belflou
- Belfonds
- Belfort (Franche-Comté)
- Belfort-du-Quercy
- Belfort-sur-Rebenty
- Belgeard
- Belgentier
- Belgodère
- Belhade
- Belhomert-Guéhouville
- Belin-Béliet
- Bellac
- Bellaffaire
- Bellaing
- Bellancourt
- Bellange
- Bellavilliers
- Bellay-en-Vexin
- Belle-Église
- Belle-Isle-en-Terre
- Belle-et-Houllefort
- Belleau (Aisne)
- Belleau (Meurthe-et-Moselle)
- Bellebat
- Bellebrune
- Bellechassagne
- Bellechaume
- Bellecombe
- Bellecombe-Tarendol
- Bellecombe-en-Bauges
- Bellefond (Côte-d'Or)
- Bellefond (Gironde)
- Bellefonds
- Bellefontaine (Jura)
- Bellefontaine (Manche)
- Bellefontaine (Val-d'Oise)
- Bellefontaine (Vosges)
- Bellefosse
- Bellegarde (Gard)
- Bellegarde (Gers)
- Bellegarde (Loiret)
- Bellegarde (Tarn)
- Bellegarde-Poussieu
- Bellegarde-Sainte-Marie
- Bellegarde-du-Razès
- Bellegarde-en-Diois
- Bellegarde-en-Forez
- Bellegarde-en-Marche
- Bellegarde-sur-Valserine
- Belleherbe
- Bellemagny
- Bellenaves
- Bellencombre
- Belleneuve
- Bellenglise
- Bellengreville (Calvados)
- Bellengreville (Seine-Maritime)
- Bellenod-sur-Seine
- Bellenot-sous-Pouilly
- Bellentre
- Belleray
- Bellerive-sur-Allier
- Belleroche
- Belles-Forêts
- Belleserre
- Bellesserre
- Belleu
- Belleuse
- Bellevaux
- Bellevesvre
- Belleville (Deux-Sèvres)
- Belleville (Meurthe-et-Moselle)
- Belleville (Rodan)
- Belleville-en-Caux
- Belleville-et-Châtillon-sur-B
- Belleville-sur-Loire
- Belleville-sur-Mer
- Belleville-sur-Meuse
- Belleville-sur-Vie
- Bellevue-la-Montagne
- Belley
- Belleydoux
- Bellicourt
- Bellignat
- Bellignies
- Belligné
- Belliole
- Bellière (Orne)
- Belloc
- Belloc-Saint-Clamens
- Bellocq
- Bellon
- Bellonne
- Bellot
- Bellou
- Bellou-en-Houlme
- Bellou-le-Trichard
- Bellou-sur-Huisne
- Belloy
- Belloy-Saint-Léonard
- Belloy-en-France
- Belloy-en-Santerre
- Belloy-sur-Somme
- Belluire
- Bellême
- Belmesnil
- Belmont (Bas-Rhin)
- Belmont (Doubs)
- Belmont (Gers)
- Belmont (Haute-Marne)
- Belmont (Haute-Saône)
- Belmont (Isère)
- Belmont (Jura)
- Belmont (Rodan)
- Belmont-Bretenoux
- Belmont-Luthézieu
- Belmont-Sainte-Foi
- Belmont-Tramonet
- Belmont-de-la-Loire
- Belmont-lès-Darney
- Belmont-sur-Buttant
- Belmont-sur-Rance
- Belmont-sur-Vair
- Belmontet
- Belonchamp
- Belpech
- Belrain
- Belrupt
- Belrupt-en-Verdunois
- Belval (Ardennes)
- Belval (Manche)
- Belval (Vosges)
- Belval-Bois-des-Dames
- Belval-en-Argonne
- Belval-sous-Châtillon
- Belverne
- Belvezet
- Belvianes-et-Cavirac
- Belvis
- Belvoir
- Belvès
- Belvès-de-Castillon
- Belvèze
- Belvèze-du-Razès
- Belvédère
- Belvédère-Campomoro
- Belvézet
- Belz
- Benagues
- Benais
- Benassay
- Benay
- Benayes
- Bendejun
- Bendorf
- Benerville-sur-Mer
- Benest
- Benet
- Beneuvre
- Beney-en-Woëvre
- Benfeld
- Bengy-sur-Craon
- Bennecourt
- Bennetot
- Benney
- Bennwihr
- Benoisey
- Benon (Charente-Maritime)
- Benoîtville
- Benque
- Benque-Dessous-et-Dessus
- Benquet
- Benqué
- Bentayou-Sérée
- Benâte
- Berbezit
- Berbiguières
- BerbéruSaint-Lias
- Bercenay-en-Othe
- Berche
- Berchères-Saint-Germain
- Berchères-les-Pierres
- Berchères-sur-Vesgre
- Berck
- Bercloux
- Berd'huis
- Berdoues
- Berentzwiller
- Berfay
- Berg
- Berg (Francja)
- Berg-sur-Moselle
- Berganty
- Bergbieten
- Bergerac
- Bergesserin
- Bergheim
- Bergholtz
- Bergholtzzell
- Bergicourt
- Bergnicourt
- Bergonne
- Bergouey
- Bergouey-Viellenave
- Bergueneuse
- Bergues
- Bergues-sur-Sambre
- Berguette
- Bergères
- Bergères-lès-Vertus
- Bergères-sous-Montmirail
- Berhet
- Berjou
- Berlaimont
- Berlancourt (Aisne)
- Berlancourt (Oise)
- Berlats
- Berlencourt-le-Cauroy
- Berles-Monchel
- Berles-au-Bois
- Berling (Moselle)
- Berlise
- Berlière
- Berlou
- Bermerain
- Bermeries
- Bermering
- Bermesnil
- Bermicourt
- Bermont
- Bermonville
- Berméricourt
- Bernac (Charente)
- Bernac (Tarn)
- Bernac-Debat
- Bernac-Dessus
- Bernadets
- Bernadets-Debat
- Bernadets-Dessus
- Bernard (Wandea)
- Bernardière
- Bernardswiller
- Bernardvillé
- Bernaville
- Bernay (Eure)
- Bernay (Sarthe)
- Bernay-Saint-Martin
- Bernay-Vilbert
- Bernay-en-Ponthieu
- Bernerie-en-Retz
- Bernes
- Bernes-sur-Oise
- Bernesq
- Berneuil (Charente)
- Berneuil (Charente-Maritime)
- Berneuil (Haute-Vienne)
- Berneuil (Somme)
- Berneuil-en-Bray
- Berneuil-sur-Aisne
- Berneval-le-Grand
- Berneville
- Bernex
- Bernienville
- Bernieulles
- Bernin
- Bernis
- Bernières
- Bernières-d'Ailly
- Bernières-le-Patry
- Bernières-sur-Mer
- Bernières-sur-Seine
- Bernolsheim
- Bernon
- Bernos-Beaulac
- Bernot
- Bernouil
- Bernouville
- Bernwiller
- Berny-Rivière
- Berny-en-Santerre
- Bernâtre
- Bernède
- Berné
- Bernécourt
- Berrac
- Berre-des-Alpes
- Berre-l'Etang
- Berriac
- Berrias-et-Casteljau
- Berric
- Berrie
- Berrien (Francja)
- Berrieux
- Berrogain-Laruns
- Berru
- Berrwiller
- Berry-Bouy
- Berry-au-Bac
- Bersac
- Bersac-sur-Rivalier
- Bersaillin
- Bersillies
- Berson
- Berstett
- Berstheim
- Bersée
- Bert
- Bertangles
- Bertaucourt-Epourdon
- Berteaucourt-les-Dames
- Berteaucourt-lès-Thennes
- Bertheauville
- Berthecourt
- Berthegon
- Berthelange
- Berthelming
- Berthen
- Berthenay
- Berthenicourt
- Berthenonville
- Berthenoux
- Berthez
- Bertholène
- Berthouville
- Bertignat
- Bertignolles
- Bertincourt
- Bertoncourt
- Bertrambois
- Bertrancourt
- Bertrange
- Bertre
- Bertren
- Bertreville
- Bertreville-Saint-Ouen
- Bertric-Burée
- Bertrichamps
- Bertricourt
- Bertrimont
- Bertrimoutier
- Bertry
- Berville (Seine-Maritime)
- Berville (Val-d'Oise)
- Berville-en-Roumois
- Berville-la-Campagne
- Berville-sur-Mer
- Berville-sur-Seine
- Berviller-en-Moselle
- Berzieux
- Berzy-le-Sec
- Berzème
- Berzé-la-Ville
- Berzé-le-Châtel
- Besace
- Besain
- Besançon
- Bescat
- Beslon
- Besmont
- Besmé
- Besnans
- Besneville
- Besny-et-Loizy
- Besné
- Bessac
- Bessais-le-Fromental
- Bessamorel
- Bessan
- Bessancourt
- Bessans
- Bessas
- Bessat
- Bessay
- Bessay-sur-Allier
- Besse (Cantal)
- Besse (Dordogne)
- Besse (Isère)
- Besse-et-Saint-Anastaise
- Besse-sur-Issole
- Bessenay
- Bessens
- Besset
- Bessey
- Bessey-en-Chaume
- Bessey-la-Cour
- Bessey-lès-Cîteaux
- Besseyre-Saint-Mary
- Bessines
- Bessines-sur-Gartempe
- Bessins
- Bessières
- Besson
- Bessoncourt
- Bessonies
- Bessons
- Bessuéjouls
- Bessy
- Bessy-sur-Cure
- Bessède-de-Sault
- Bessèges
- Bessé
- Bessé-sur-Braye
- Bestiac
- Betaucourt
- Betbezer-d'Armagnac
- Betbèze
- Betcave-Aguin
- Betchat
- Bethmale
- Bethon
- Bethoncourt
- Bethonvilliers
- Beton-Bazoches
- Betoncourt-Saint-Pancras
- Betoncourt-lès-Brotte
- Betoncourt-sur-Mance
- Betplan
- Betpouey
- Betpouy
- Betschdorf
- Bettainvillers
- Bettancourt-la-Ferrée
- Bettancourt-la-Longue
- Bettange
- Bettant
- Bettborn
- Bettegney-Saint-Brice
- Bettelainville
- Bettembos
- Bettencourt-Rivière
- Bettencourt-Saint-Ouen
- Bettendorf
- Bettes
- Betteville
- Bettignies
- Betting-lès-Saint-Avold
- Bettlach
- Betton
- Betton-Bettonet
- Bettoncourt
- Bettrechies
- Bettviller
- Bettwiller
- Betz
- Betz-le-Château
- Beugin
- Beugneux
- Beugnies
- Beugnon (Deux-Sèvres)
- Beugnon (Yonne)
- Beugny
- Beugnâtre
- Beuil
- Beulay
- Beulotte-Saint-Laurent
- Beure
- Beurey
- Beurey-Bauguay
- Beurey-sur-Saulx
- Beurizot
- Beurières
- Beurlay
- Beurville
- Beussent
- Beuste
- Beutal
- Beutin
- Beuvardes
- Beuveille
- Beuvezin
- Beuvillers (Calvados)
- Beuvillers (Meurthe-et-Moselle)
- Beuvrages
- Beuvraignes
- Beuvrequen
- Beuvrigny
- Beuvron
- Beuvron-en-Auge
- Beuvry
- Beuvry-la-Forêt
- Beux
- Beuxes
- Beuzec-Cap-Sizun
- Beuzeville
- Beuzeville-au-Plain
- Beuzeville-la-Bastille
- Beuzeville-la-Grenier
- Beuzeville-la-Guérard
- Beuzevillette
- Beveuge
- Bevons
- Bey (Ain)
- Bey (Saône-et-Loire)
- Bey-sur-Seille
- Beychac-et-Caillau
- Beylongue
- Beynac
- Beynac-et-Cazenac
- Beynat
- Beynes (Alpes-de-Haute-Provence)
- Beynes (Yvelines)
- Beynost
- Beyren-lès-Sierck
- Beyrie-en-Béarn
- Beyrie-sur-Joyeuse
- Beyries
- Beyrède-Jumet
- Beyssac
- Beyssenac
- Bez (Tarn)
- Bez-et-Esparon
- Bezalles
- Bezange-la-Grande
- Bezange-la-Petite
- Bezannes
- Bezaumont
- Bezinghem
- Bezins-Garraux
- Bezole
- Bezolles
- Bezons
- Bezonvaux
- Bezouce
- Biache-Saint-Vaast
- Biaches
- Bians-les-Usiers
- Biard
- Biarne
- Biarre
- Biarritz
- Biarrotte
- Biars-sur-Cère
- Bias (Landes)
- Biaudos
- Bibiche
- Biblisheim
- Bibost
- Bichancourt
- Biches
- Bickenholtz
- Bicqueley
- Bidache
- Bidarray
- Bidart
- Bidestroff
- Biding
- Bidon
- Bidos
- Biederthal
- Bief
- Bief-des-Maisons
- Bief-du-Fourg
- Biefmorin
- Biefvillers-lès-Bapaume
- Bielle
- Biencourt
- Biencourt-sur-Orge
- Bienville
- Bienville-la-Petite
- Bienvillers-au-Bois
- Biermes
- Biermont
- Bierne
- Bierre-lès-Semur
- Bierry-les-Belles-Fontaines
- Biert
- Bierville
- Biesheim
- Biesles
- Bietlenheim
- Bieujac
- Bieuxy
- Bieuzy
- Biffontaine
- Biganos
- Bignac
- Bignan
- Bignay
- Bignicourt
- Bignicourt-sur-Marne
- Bignicourt-sur-Saulx
- Bignon
- Bignon-Mirabeau
- Bignon-du-Maine
- Bignoux
- Bigorno
- Bigottière
- Biguglia
- Bihorel
- Bihucourt
- Bilhères
- Bilia
- Bilieu
- Billac
- Billancelles
- Billancourt
- Billanges
- Billecul
- Billey
- Billezois
- Billiat
- Billiers
- Billio
- Billième
- Billière
- Billom
- Billy (Allier)
- Billy (Calvados)
- Billy (Loir-et-Cher)
- Billy-Berclau
- Billy-Chevannes
- Billy-Montigny
- Billy-le-Grand
- Billy-lès-Chanceaux
- Billy-sous-Mangiennes
- Billy-sur-Aisne
- Billy-sur-Oisy
- Billy-sur-Ourcq
- Billère
- Billé
- Bilwisheim
- Bilzheim
- Bimont
- Binarville
- Binas
- Bindernheim
- Binges
- Binic
- Bining
- Biniville
- Binos
- Binson-et-Orquigny
- Bio
- Biol
- Biolle
- Biollet
- Bion
- Bioncourt
- Bionville
- Bionville-sur-Nied
- Biot (Alpes-Maritimes)
- Biot (Haute-Savoie)
- Bioule
- Bioussac
- Biozat
- Birac (Charente)
- Birac (Gironde)
- Birac-sur-Trec
- Biran
- Biras
- Biriatou
- Birieux
- Birkenwald
- Biron (Charente-Maritime)
- Biron (Dordogne)
- Biron (Pyrénées-Atlantiques)
- Biscarrosse
- Bischheim
- Bischholtz
- Bischoffsheim
- Bischwihr
- Bischwiller
- Bisel
- Bisinchi
- Bislée
- Bissert
- Bisseuil
- Bissey-la-Côte
- Bissey-la-Pierre
- Bissey-sous-Cruchaud
- Bissezeele
- Bissières
- Bissy-la-Mâconnaise
- Bissy-sous-Uxelles
- Bissy-sur-Fley
- Bisten-en-Lorraine
- Bistroff
- Bitche
- Bithaine-et-le-Val
- Bitry (Nièvre)
- Bitry (Oise)
- Bitschhoffen
- Bitschwiller-lès-Thann
- Biviers
- Biville
- Biville-la-Baignarde
- Biville-la-Rivière
- Biville-sur-Mer
- Bivilliers
- Bivès
- Bizanet
- Bizanos
- Bize (Haute-Marne)
- Bize (Hautes-Pyrénées)
- Bize-Minervois
- Bizeneuille
- Biziat
- Bizonnes
- Bizot
- Bizots
- Bizou
- Bizous
- Bièvres (Aisne)
- Bièvres (Ardennes)
- Bièvres (Essonne)
- Biécourt
- Biéville
- Biéville-Beuville
- Biéville-Quétiéville
- Blacourt
- Blacqueville
- Blacy (Marne)
- Blacy (Yonne)
- Blacé
- Blaesheim
- Blagnac
- Blagny
- Blagny-sur-Vingeanne
- Blaignac
- Blaignan
- Blain
- Blaincourt-lès-Précy
- Blaincourt-sur-Aube
- Blainville-Crevon
- Blainville-sur-Mer
- Blainville-sur-Orne
- Blainville-sur-l'Eau
- Blairville
- Blaise-sous-Arzillières
- Blaison-Gohier
- Blaisy
- Blaisy-Bas
- Blaisy-Haut
- Blajan
- Blamont
- Blan
- Blanc
- Blancafort
- Blancey
- Blancfossé
- Blanche-Église
- Blanchefosse-et-Bay
- Blancherupt
- Blandainville
- Blandas
- Blandin
- Blandouet
- Blandy (Essonne)
- Blandy (Seine-et-Marne)
- Blangerval-Blangermont
- Blangy-Tronville
- Blangy-le-Château
- Blangy-sous-Poix
- Blangy-sur-Bresle
- Blangy-sur-Ternoise
- Blannay
- Blanot (Côte-d'Or)
- Blanot (Saône-et-Loire)
- Blanquefort (Gers)
- Blanquefort (Gironde)
- Blanquefort-sur-Briolance
- Blanzac (Haute-Loire)
- Blanzac (Haute-Vienne)
- Blanzac-Porcheresse
- Blanzac-lès-Matha
- Blanzaguet-Saint-Cybard
- Blanzat
- Blanzay
- Blanzay-sur-Boutonne
- Blanzy
- Blanzy-la-Salonnaise
- Blanzy-lès-Fismes
- Blanzée
- Blargies
- Blarians
- Blaringhem
- Blars
- Blaru
- Blasimon
- Blaslay
- Blassac
- Blaudeix
- Blausasc
- Blauvac
- Blauzac
- Blavignac
- Blavozy
- Blay
- Blaye
- Blaye-les-Mines
- Blaymont
- Blaziert
- Bleigny-le-Carreau
- Blendecques
- Blennes
- Blesle
- Blesme
- Blesmes
- Blessac
- Blessey
- Blessonville
- Blessy
- Blet
- Bletterans
- Bleurville
- Bleury
- Blevaincourt
- Bleymard
- Blicourt
- Blienschwiller
- Blies-Ebersing
- Blies-Guersviller
- Bliesbruck
- Blieux
- Blignicourt
- Bligny (Aube)
- Bligny (Marne)
- Bligny-le-Sec
- Bligny-lès-Beaune
- Bligny-sur-Ouche
- Blincourt
- Blingel
- Blis-et-Born
- Blismes
- Blodelsheim
- Blois
- Blois-sur-Seille
- Blomac
- Blomard
- Blombay
- Blond
- Blondefontaine
- Blonville-sur-Mer
- Blosseville
- Blosville
- Blot-l'Eglise
- Blotzheim
- Blou
- Blousson-Sérian
- Bloutière
- Bloye
- Bluffy
- Blumeray
- Blussangeaux
- Blussans
- Blye
- Blyes
- Blâmont
- Blèves
- Blécourt (Haute-Marne)
- Blécourt (Nord)
- Blémerey (Meurthe-et-Moselle)
- Blémerey (Vosges)
- Bléneau
- Blénod-lès-Pont-à-Mousson
- Blénod-lès-Toul
- Bléquin
- Blérancourt
- Bléruais
- Bléré
- Blésignac
- Bobigny
- Bobital
- Bocognano
- Bocquegney
- Bocquencé
- Bocé
- Bodilis
- Boeil-Bezing
- Boeschepe
- Boeurs-en-Othe
- Boffles
- Boffres
- Bogny-sur-Meuse
- Bogy
- Bogève
- Bohain-en-Vermandois
- Bohal
- Bohalle
- Bohars
- Bohas-Meyriat-Rignat
- Boigneville
- Boigny-sur-Bionne
- Boinville-en-Mantois
- Boinville-en-Woëvre
- Boinville-le-Gaillard
- Boinvilliers
- Boiry-Becquerelle
- Boiry-Notre-Dame
- Boiry-Saint-Martin
- Boiry-Sainte-Rictrude
- Bois (Charente-Maritime)
- Bois (Savoie)
- Bois-Anzeray
- Bois-Arnault
- Bois-Bernard
- Bois-Colombes
- Bois-Grenier
- Bois-Guilbert
- Bois-Guillaume
- Bois-Herpin
- Bois-Himont
- Bois-Héroult
- Bois-Jérôme-Saint-Ouen
- Bois-Normand-près-Lyre
- Bois-Plage-en-Ré
- Bois-Sainte-Marie
- Bois-d'Amont
- Bois-d'Arcy (Yonne)
- Bois-d'Arcy (Yvelines)
- Bois-d'Ennebourg
- Bois-d'Oingt
- Bois-de-Champ
- Bois-de-Céné
- Bois-de-Gand
- Bois-de-la-Pierre
- Bois-l'Evêque
- Bois-le-Roi (Eure)
- Bois-le-Roi (Seine-et-Marne)
- Bois-lès-Pargny
- Boisbergues
- Boisbreteau
- Boiscommun
- Boisdinghem
- Boisdon
- Boisemont (Eure)
- Boisemont (Val-d'Oise)
- Boisgasson
- Boisgervilly
- Boisjean
- Boisleux-Saint-Marc
- Boisleux-au-Mont
- Boismont (Meurthe-et-Moselle)
- Boismont (Somme)
- Boismorand
- Boismé
- Boisney
- Boisredon
- Boisroger
- Boissay
- Boisse (Ain)
- Boisse (Dordogne)
- Boisse-Penchot
- Boisseau
- Boisseaux
- Boissei-la-Lande
- Boisserolles
- Boisseron
- Boisset (Cantal)
- Boisset (Haute-Loire)
- Boisset (Hérault)
- Boisset-Saint-Priest
- Boisset-et-Gaujac
- Boisset-les-Prévanches
- Boisset-lès-Montrond
- Boissets
- Boissettes
- Boisseuil
- Boisseuilh
- Boissey (Ain)
- Boissey (Calvados)
- Boissey-le-Châtel
- Boissezon
- Boissia
- Boissise-la-Bertrand
- Boissise-le-Roi
- Boissière (Calvados)
- Boissière (Hérault)
- Boissière (Jura)
- Boissière (Mayenne)
- Boissière-École
- Boissière-de-Montaigu
- Boissière-des-Landes
- Boissière-du-Doré
- Boissière-en-Gâtine
- Boissière-sur-Evre
- Boissières (Gard)
- Boissières (Lot)
- Boissy-Fresnoy
- Boissy-Lamberville
- Boissy-Maugis
- Boissy-Mauvoisin
- Boissy-Saint-Léger
- Boissy-aux-Cailles
- Boissy-en-Drouais
- Boissy-l'Aillerie
- Boissy-la-Rivière
- Boissy-le-Bois
- Boissy-le-Châtel
- Boissy-le-Cutté
- Boissy-le-Repos
- Boissy-le-Sec
- Boissy-lès-Perche
- Boissy-sans-Avoir
- Boissy-sous-Saint-Yon
- Boissède
- Boistrudan
- Boisville-la-Saint-Père
- Boisyvon
- Boitron (Orne)
- Boitron (Seine-et-Marne)
- Bolandoz
- Bolazec
- Bolbec
- Bolleville (Manche)
- Bolleville (Seine-Maritime)
- Bollezeele
- Bollwiller
- Bollène
- Bollène-Vésubie
- Bologne
- Bolozon
- Bolquère
- Bolsenheim
- Bombon
- Bommes
- Bommiers
- Bompas (Ariège)
- Bompas (Pyrénées-Orientales)
- Bomy
- Bon-Encontre
- Bona (Nièvre)
- Bonac-Irazein
- Bonas
- Bonboillon
- Bonchamp-lès-Laval
- Boncourt (Aisne)
- Boncourt (Eure)
- Boncourt (Eure-et-Loir)
- Boncourt (Meurthe-et-Moselle)
- Boncourt-le-Bois
- Boncourt-sur-Meuse
- Boncé
- Bondaroy
- Bondeval
- Bondigoux
- Bondons
- Bondoufle
- Bondues
- Bongheat
- Bonifacio
- Bonlier
- Bonlieu
- Bonlieu-sur-Roubion
- Bonloc
- Bonnac (Ariège)
- Bonnac (Cantal)
- Bonnac-la-Côte
- Bonnal
- Bonnard
- Bonnat
- Bonnaud
- Bonnay (Doubs)
- Bonnay (Saône-et-Loire)
- Bonnay (Somme)
- Bonne
- Bonnebosq
- Bonnecourt
- Bonnefamille
- Bonnefoi
- Bonnefond
- Bonnefont
- Bonnefontaine
- Bonnegarde
- Bonneil
- Bonnelles
- Bonnemain
- Bonnemaison
- Bonnemazon
- Bonnencontre
- Bonnes (Charente)
- Bonnes (Vienne)
- Bonnesvalyn
- Bonnet
- Bonnetan
- Bonneuil (Charente)
- Bonneuil (Indre)
- Bonneuil-Matours
- Bonneuil-en-France
- Bonneuil-en-Valois
- Bonneuil-les-Eaux
- Bonneuil-sur-Marne
- Bonneval (Eure-et-Loir)
- Bonneval (Haute-Loire)
- Bonneval (Savoie)
- Bonneval-sur-Arc
- Bonnevaux (Doubs)
- Bonnevaux (Gard)
- Bonnevaux (Haute-Savoie)
- Bonnevaux-le-Prieuré
- Bonneveau
- Bonnevent-Velloreille
- Bonneville (Charente)
- Bonneville (Haute-Savoie)
- Bonneville (Manche)
- Bonneville (Somme)
- Bonneville-Aptot
- Bonneville-et-Saint-Avit-de-Fumadièr
- Bonneville-la-Louvet
- Bonneville-sur-Touques
- Bonnieux
- Bonningues-lès-Ardres
- Bonningues-lès-Calais
- Bonnières (Oise)
- Bonnières (Pas-de-Calais)
- Bonnières-sur-Seine
- Bonnoeuvre
- Bonnut
- Bonny-sur-Loire
- Bonnétable
- Bonnétage
- Bonnœil
- Bono (Morbihan)
- Bonrepos
- Bonrepos-Riquet
- Bonrepos-sur-Aussonnelle
- Bons-Tassilly
- Bons-en-Chablais
- Bonsecours
- Bonsmoulins
- Bonson (Alpes-Maritimes)
- Bonson (Loire)
- Bonvillard
- Bonvillaret
- Bonviller
- Bonvillers
- Bonvillet
- Bony
- Bonzac
- Bonzée
- Boofzheim
- Boos (Landes)
- Boos (Seine-Maritime)
- Bootzheim
- Boqueho
- Bor-et-Bar
- Boran-sur-Oise
- Borce
- Bord-Saint-Georges
- Bordeaux
- Bordeaux-Saint-Clair
- Bordeaux-en-Gâtinais
- Bordes (Hautes-Pyrénées)
- Bordes (Indre)
- Bordes (Loiret)
- Bordes (Pyrénées-Atlantiques)
- Bordes (Saône-et-Loire)
- Bordes (Yonne)
- Bordes-de-Rivière
- Bordezac
- Bords
- Bordères
- Bordères-Louron
- Bordères-et-Lamensans
- Bordères-sur-l'Echez
- Boresse-et-Martron
- Borest
- Borey
- Borgo
- Bormes-les-Mimosas
- Born (Haute-Garonne)
- Born (Lozère)
- Bornambusc
- Bornay
- Borne (Ardèche)
- Borne (Haute-Loire)
- Bornel
- Boron
- Borre
- Borrèze
- Bors(Baignes-Sainte-Radegonde)
- Bors(Montmoreau-Saint-Cybard)
- Bort-l'Etang
- Bort-les-Orgues
- Borville
- Borée
- Bosc (Ariège)
- Bosc (Hérault)
- Bosc-Bordel
- Bosc-Bénard-Commin
- Bosc-Bénard-Crescy
- Bosc-Bérenger
- Bosc-Edeline
- Bosc-Guérard-Saint-Adrien
- Bosc-Hyons
- Bosc-Mesnil
- Bosc-Renoult
- Bosc-Renoult-en-Ouche
- Bosc-Renoult-en-Roumois
- Bosc-Roger-sur-Buchy
- Bosc-le-Hard
- Boscamnant
- Bosdarros
- Bosgouet
- Bosguérard-de-Marcouville
- Bosjean
- Bosmie-l'Aiguille
- Bosmont-sur-Serre
- Bosmoreau-les-Mines
- Bosnormand
- Bosquel
- Bosquentin
- Bosrobert
- Bosroger
- Bossancourt
- Bosse (Doubs)
- Bossendorf
- Bosset
- Bosseval-et-Briancourt
- Bossey
- Bossieu
- Bossugan
- Bossus-lès-Rumigny
- Bossée
- Bost
- Bostens
- Bosville
- Botans
- Botmeur
- Botsorhel
- Botz-en-Mauges
- Bou
- Bouafle
- Bouafles
- Bouan
- Bouaye
- Boubers-lès-Hesmond
- Boubers-sur-Canche
- Boubiers
- Bouc-Bel-Air
- Boucagnères
- Boucau
- Bouchage (Charente)
- Bouchage (Isère)
- Bouchain
- Bouchamps-lès-Craon
- Bouchaud
- Bouchavesnes-Bergen
- Bouchemaine
- Boucheporn
- Bouchet (Drôme)
- Bouchet (Haute-Savoie)
- Bouchet-Saint-Nicolas
- Bouchevilliers
- Bouchoir
- Bouchon
- Bouchoux
- Bouchy-Saint-Genest
- Boucieu-le-Roi
- Bouclans
- Boucoiran-et-Nozières
- Bouconville
- Bouconville-Vauclair
- Bouconville-sur-Madt
- Bouconvillers
- Boucq
- Boucé (Allier)
- Boucé (Orne)
- Boudes
- Boudeville
- Boudou
- Boudrac
- Boudreville
- Boudy-de-Beauregard
- Boueilh-Boueilho-Lasque
- Bouelles
- Bouessay
- Bouesse
- Bouffignereux
- Boufflers
- Bouffry
- Bouffémont
- Boufféré
- Bougainville (Somme)
- Bougarber
- Bouges-le-Château
- Bougey
- Bougival
- Bouglainval
- Bougligny
- Bouglon
- Bougneau
- Bougnon
- Bougon
- Bougue
- Bouguenais
- Bougy
- Bougy-lez-Neuville
- Bougé-Chambalud
- Bouhans
- Bouhans-et-Feurg
- Bouhans-lès-Lure
- Bouhans-lès-Montbozon
- Bouhet
- Bouhey
- Bouhy
- Bouilh-Devant
- Bouilh-Péreuilh
- Bouilhonnac
- Bouillac (Aveyron)
- Bouillac (Dordogne)
- Bouillac (Tarn-et-Garonne)
- Bouilladisse
- Bouillancourt-la-Bataille
- Bouillancy
- Bouilland
- Bouillargues
- Bouillon (Akwitania)
- Bouillon (Orne)
- Bouillonville
- Bouilly (Aube)
- Bouilly (Marne)
- Bouilly-en-Gâtinais
- Bouillé-Courdault
- Bouillé-Loretz
- Bouillé-Ménard
- Bouillé-Saint-Paul
- Bouin (Deux-Sèvres)
- Bouin (Wandea)
- Bouin-Plumoison
- Bouisse
- Bouix
- Boujailles
- Boujan-sur-Libron
- Boulages
- Boulaincourt
- Boulancourt
- Boulange
- Boulaur
- Boulay
- Boulay-Moselle
- Boulay-les-Barres
- Boulay-les-Ifs
- Boulaye
- Boulazac
- Boulbon
- Boulc
- Boule-d'Amont
- Bouleternère
- Bouleurs
- Bouleuse
- Bouliac
- Boulieu-lès-Annonay
- Bouligneux
- Bouligney
- Bouligny
- Boulin
- Boullarre
- Boullay-Mivoye
- Boullay-Thierry
- Boullay-les-Deux-Eglises
- Boullay-les-Troux
- Boulleret
- Boulleville
- Bouloc (Haute-Garonne)
- Bouloc (Tarn-et-Garonne)
- Boulogne
- Boulogne-Billancourt
- Boulogne-la-Grasse
- Boulogne-sur-Gesse
- Boulogne-sur-Helpe
- Boulogne-sur-Mer
- Bouloire
- Boulon
- Boulot
- Boult
- Boult-aux-Bois
- Boult-sur-Suippe
- Boulvé
- Boulzicourt
- Boumourt
- Bouniagues
- Boupère
- Bouquehault
- Bouquelon
- Bouquemaison
- Bouquemont
- Bouquet
- Bouquetot
- Bouqueval
- Bouranton
- Bouray-sur-Juine
- Bourbach-le-Bas
- Bourbach-le-Haut
- Bourberain
- Bourbon-Lancy
- Bourbon-l'Archambault
- Bourbonne-les-Bains
- Bourboule
- Bourbourg
- Bourbriac
- Bourbévelle
- Bourcefranc-le-Chapus
- Bourcia
- Bourcq
- Bourdainville
- Bourdalat
- Bourdeau
- Bourdeaux
- Bourdeilles
- Bourdelles
- Bourdet
- Bourdic
- Bourdinière-Saint-Loup
- Bourdon
- Bourdonnay
- Bourdonné
- Bourdons-sur-Rognon
- Bourecq
- Bouresches
- Bouresse
- Bouret-sur-Canche
- Boureuilles
- Bourg (Gironde)
- Bourg (Haute-Marne)
- Bourg (Lot)
- Bourg-Achard
- Bourg-Archambault
- Bourg-Argental
- Bourg-Beaudouin
- Bourg-Blanc
- Bourg-Bruche
- Bourg-Charente
- Bourg-Fidèle
- Bourg-Lastic
- Bourg-Madame
- Bourg-Saint-Andéol
- Bourg-Saint-Bernard
- Bourg-Saint-Christophe
- Bourg-Saint-Léonard
- Bourg-Saint-Maurice
- Bourg-Sainte-Marie
- Bourg-d'Hem
- Bourg-d'Iré
- Bourg-d'Oisans
- Bourg-d'Oueil
- Bourg-de-Bigorre
- Bourg-de-Péage
- Bourg-de-Sirod
- Bourg-de-Thizy
- Bourg-de-Visa
- Bourg-des-Comptes
- Bourg-des-Maisons
- Bourg-du-Bost
- Bourg-en-Bresse
- Bourg-et-Comin
- Bourg-l'Evêque
- Bourg-la-Reine
- Bourg-le-Comte
- Bourg-le-Roi
- Bourg-lès-Valence
- Bourg-sous-Châtelet
- Bourgaltroff
- Bourganeuf
- Bourgbarré
- Bourgeauville
- Bourget
- Bourget-du-Lac
- Bourget-en-Huile
- Bourgheim
- Bourghelles
- Bourgnac
- Bourgneuf (Charente-Maritime)
- Bourgneuf (Savoie)
- Bourgneuf-en-Mauges
- Bourgneuf-en-Retz
- Bourgneuf-la-Forêt
- Bourgogne
- Bourgoin-Jallieu
- Bourgon
- Bourgonce
- Bourgougnague
- Bourgtheroulde-Infreville
- Bourgueil
- Bourguenolles
- Bourguet
- Bourguignon (Doubs)
- Bourguignon-lès-Conflans
- Bourguignon-lès-Morey
- Bourguignon-lès-la-Charité
- Bourguignon-sous-Coucy
- Bourguignon-sous-Montbavin
- Bourguignons
- Bourguébus
- Bourgvilain
- Bourideys
- Bourigeole
- Bourisp
- Bouriège
- Bourlens
- Bourlon
- Bourmont
- Bournainville-Faverolles
- Bournan
- Bournand
- Bournazel (Aveyron)
- Bournazel (Tarn)
- Bourneau
- Bournel
- Bourneville
- Bournezeau
- Bourniquel
- Bournois
- Bournoncle-Saint-Pierre
- Bournonville
- Bournos
- Bourogne
- Bourran
- Bourret
- Bourriot-Bergonce
- Bourron-Marlotte
- Bourrou
- Bourrouillan
- Bourré
- Bourréac
- Bours (Hautes-Pyrénées)
- Bours (Pas-de-Calais)
- Boursault
- Boursay
- Bourscheid
- Bourseul
- Bourseville
- Boursies
- Boursin
- Boursières
- Boursonne
- Bourth
- Bourthes
- Bourville
- Boury-en-Vexin
- Bousbach
- Bousbecque
- Bousies
- Bousignies
- Bousignies-sur-Roc
- Bousquet
- Bousquet-d'Orb
- Boussac (Aveyron)
- Boussac (Creuse)
- Boussac (Lot)
- Boussac-Bourg
- Boussais
- Boussan
- Boussay (Indre-et-Loire)
- Boussay (Loire-Atlantique)
- Bousse (Moselle)
- Bousse (Sarthe)
- Bousselange
- Boussenac
- Boussenois
- Boussens
- Bousseraucourt
- Bousseviller
- Boussey
- Boussicourt
- Boussières
- Boussières-en-Cambrésis
- Boussières-sur-Sambre
- Boussois
- Boussy
- Boussy-Saint-Antoine
- Boussès
- Boust
- Boustroff
- Bout-du-Pont-de-Larn
- Boutancourt
- Boutavent
- Bouteille
- Bouteilles-Saint-Sébastien
- Boutenac
- Boutenac-Touvent
- Boutencourt
- Boutervilliers
- Bouteville
- Boutiers-Saint-Trojan
- Boutigny
- Boutigny-Prouais
- Boutigny-sur-Essonne
- Bouttencourt
- Boutteville
- Boutx
- Bouvaincourt-sur-Bresle
- Bouvancourt
- Bouvante
- Bouvelinghem
- Bouvellemont
- Bouverans
- Bouvesse-Quirieu
- Bouvignies
- Bouvigny-Boyeffles
- Bouville (Essonne)
- Bouville (Eure-et-Loir)
- Bouville (Seine-Maritime)
- Bouvincourt-en-Vermandois
- Bouvines
- Bouvières
- Bouvresse
- Bouvron (Loire-Atlantique)
- Bouvron (Meurthe-et-Moselle)
- Boux-sous-Salmaise
- Bouxières-aux-Bois
- Bouxières-aux-Chênes
- Bouxières-aux-Dames
- Bouxières-sous-Froidmont
- Bouxurulles
- Bouxwiller (Bas-Rhin)
- Bouy
- Bouy-Luxembourg
- Bouy-sur-Orvin
- Bouyon
- Bouyssou
- Bouzais
- Bouzancourt
- Bouzanville
- Bouze-lès-Beaune
- Bouzel
- Bouzemont
- Bouzeron
- Bouzic
- Bouzigues
- Bouzillé
- Bouzin
- Bouzincourt
- Bouziès
- Bouzon-Gellenave
- Bouzonville-aux-Bois
- Bouzy
- Bouzy-la-Forêt
- Bouère
- Boué
- Bouée
- Bouër
- Bouëx
- Bovel
- Bovelles
- Boves (Somme)
- Boviolles
- Bovée-sur-Barboure
- Boyaval
- Boyelles
- Boyer (Loire)
- Boyer (Saône-et-Loire)
- Boyeux-Saint-Jérôme
- Boynes
- Boz
- Bozas
- Bozel
- Bozouls
- Boé
- Boëcé
- Boëge
- Boën
- Boëseghem
- Boësse (Deux-Sèvres)
- Boësse (Loiret)
- Boëssé-le-Sec
- Boô-Silhen
- Brabant-le-Roi
- Brabant-sur-Meuse
- Brach
- Brachay
- Braches
- Brachy
- Bracieux
- Bracon
- Bracquemont
- Bracquetuit
- Bradiancourt
- Braffais
- Bragassargues
- Bragayrac
- Brageac
- Bragelogne-Beauvoir
- Bragny-sur-Saône
- Braillans
- Brailly-Cornehotte
- Brain
- Brain-sur-Allonnes
- Brain-sur-Longuenée
- Brain-sur-l'Authion
- Brainans
- Braine
- Brains
- Brains-sur-Gée
- Brains-sur-les-Marches
- Brainville (Manche)
- Brainville (Meurthe-et-Moselle)
- Brainville-sur-Meuse
- Braisnes
- Braize
- Bralleville
- Bram
- Bramans
- Brametot
- Bramevaque
- Bran
- Branceilles
- Branches
- Brancourt-en-Laonnois
- Brancourt-le-Grand
- Brandeville
- Brandivy
- Brando
- Brandon (Francja)
- Brandonnet
- Brandonvillers
- Brandérion
- Branges
- Brangues
- Brannay
- Branne (Doubs)
- Branne (Gironde)
- Brannens
- Branoux-les-Taillades
- Brans
- Bransat
- Branscourt
- Bransles
- Brantes
- Brantigny
- Brantôme
- Branville
- Branville-Hague
- Braquis
- Bras (Var)
- Bras-d'Asse
- Bras-sur-Meuse
- Brasc
- Brasles
- Braslou
- Brasparts
- Brassac (Ariège)
- Brassac (Tarn)
- Brassac (Tarn-et-Garonne)
- Brassac-les-Mines
- Brassempouy
- Brasseuse
- Brassy (Nièvre)
- Brassy (Somme)
- Bratte
- Braud-et-Saint-Louis
- Brauvilliers
- Braux (Alpes-de-Haute-Provence)
- Braux (Aube)
- Braux (Côte-d'Or)
- Braux-Saint-Remy
- Braux-Sainte-Cohière
- Braux-le-Châtel
- Brax (Haute-Garonne)
- Brax (Lot-et-Garonne)
- Bray (Eure)
- Bray (Saône-et-Loire)
- Bray-Dunes
- Bray-Saint-Christophe
- Bray-en-Val
- Bray-et-Lû
- Bray-lès-Mareuil
- Bray-sur-Seine
- Bray-sur-Somme
- Braye
- Braye-en-Laonnois
- Braye-en-Thiérache
- Braye-sous-Faye
- Braye-sur-Maulne
- Brazey-en-Morvan
- Brazey-en-Plaine
- Brebières
- Brebotte
- Brec'h
- Brechainville
- Breconchaux
- Brectouville
- Brecé
- Breidenbach
- Breil
- Breil-sur-Mérize
- Breil-sur-Roya
- Breille-les-Pins
- Breilly
- Breistroff-la-Grande
- Breitenau
- Breitenbach
- Breitenbach-Haut-Rhin
- Brem-sur-Mer
- Bremondans
- Bren (Drôme)
- Brenac
- Brenas
- Brenat
- Brenelle
- Brengues
- Brennes
- Brennilis
- Brenon
- Brenouille
- Brenoux
- Brens (Ain)
- Brens (Tarn)
- Brenthonne
- Breny
- Bresdon
- Bresilley
- Bresle
- Bresles
- Bresnay
- Bresolettes
- Bresse
- Bresse-sur-Grosne
- Bressey-sur-Tille
- Bressieux
- Bressolles (Ain)
- Bressolles (Allier)
- Bressols
- Bresson
- Bressuire
- Brest (grad)
- Brestot
- Bretagne (Indre)
- Bretagne (Territoire-de-Belfort)
- Bretagne-d'Armagnac
- Bretagne-de-Marsan
- Bretagnolles
- Breteau
- Breteil
- Bretenière (Côte-d'Or)
- Bretenière (Doubs)
- Bretenière (Jura)
- Bretenières
- Bretenoux
- Breteuil (Eure)
- Breteuil (Oise)
- Brethel
- Brethenay
- Bretigney
- Bretigney-Notre-Dame
- Bretignolles
- Bretignolles-sur-Mer
- Bretigny
- Bretoncelles
- Bretonnière
- Bretonvillers
- Brette
- Brette-les-Pins
- Bretten
- Brettes
- Bretteville
- Bretteville-Saint-Laurent
- Bretteville-du-Grand-Caux
- Bretteville-l'Orgueilleuse
- Bretteville-le-Rabet
- Bretteville-sur-Ay
- Bretteville-sur-Dives
- Bretteville-sur-Laize
- Bretteville-sur-Odon
- Brettnach
- Bretx
- Breuches
- Breuchotte
- Breugnon
- Breuil (Allier)
- Breuil (Marne)
- Breuil (Rodan)
- Breuil (Saône-et-Loire)
- Breuil (Somme)
- Breuil-Barret
- Breuil-Bernard
- Breuil-Bois-Robert
- Breuil-Magné
- Breuil-la-Réorte
- Breuil-le-Sec
- Breuil-le-Vert
- Breuil-sous-Argenton
- Breuilaufa
- Breuilh
- Breuillet (Charente-Maritime)
- Breuillet (Essonne)
- Breuilpont
- Breurey-lès-Faverney
- Breuschwickersheim
- Breuvannes-en-Bassigny
- Breuvery-sur-Coole
- Breuville
- Breux
- Breux-Jouy
- Breux-sur-Avre
- Brevans
- Brevilliers
- Brey-et-Maison-du-Bois
- Brezons
- Brianny
- Briant
- Briantes
- Briançon
- Briançonnet
- Briare
- Briarres-sur-Essonne
- Briastre
- Briatexte
- Briaucourt (Haute-Marne)
- Briaucourt (Haute-Saône)
- Bricon
- Briconville
- Bricquebec
- Bricquebosq
- Bricqueville
- Bricqueville-la-Blouette
- Bricqueville-sur-Mer
- Bricy
- Brides-les-Bains
- Bridoire
- Bridoré
- Brie (Aisne)
- Brie (Ariège)
- Brie (Charente)
- Brie (Deux-Sèvres)
- Brie (Ille-et-Vilaine)
- Brie (Somme)
- Brie-Comte-Robert
- Brie-sous-Archiac
- Brie-sous-Barbezieux
- Brie-sous-Chalais
- Brie-sous-Matha
- Brie-sous-Mortagne
- Briec
- Briel-sur-Barse
- Brielles
- Brienne
- Brienne-la-Vieille
- Brienne-le-Château
- Brienne-sur-Aisne
- Briennon
- Brienon-sur-Armançon
- Brieuil-sur-Chizé
- Brieulles-sur-Bar
- Brieulles-sur-Meuse
- Brieux
- Briey
- Briffons
- Brignac (Hérault)
- Brignac (Morbihan)
- Brignac-la-Plaine
- Brignais
- Brignancourt
- Brignemont
- Brignogan-Plage
- Brignoles
- Brignon (Gard)
- Brignon (Haute-Loire)
- Brigné
- Brigueil-le-Chantre
- Brigueuil
- Briis-sous-Forges
- Brillac
- Brillecourt
- Brillevast
- Brillon
- Brillon-en-Barrois
- Brimeux
- Brimont
- Brin-sur-Seille
- Brinay (Cher)
- Brinay (Nièvre)
- Brinckheim
- Brindas
- Bringolo
- Brinon-sur-Beuvron
- Brinon-sur-Sauldre
- Briod
- Briollay
- Brion (Ain)
- Brion (Indre)
- Brion (Isère)
- Brion (Lozère)
- Brion (Maine-et-Loire)
- Brion (Saône-et-Loire)
- Brion (Vienne)
- Brion (Yonne)
- Brion-près-Thouet
- Brion-sur-Ource
- Brionne (Creuse)
- Brionne (Eure)
- Briord
- Briosne-lès-Sables
- Briot
- Briou
- Brioude
- Brioux-sur-Boutonne
- Briouze
- Briquemesnil-Floxicourt
- Briquenay
- Briscous
- Brison-Saint-Innocent
- Brissac
- Brissac-Quincé
- Brissarthe
- Brissay-Choigny
- Brissy-Hamégicourt
- Brive-la-Gaillarde
- Brives
- Brives-Charensac
- Brives-sur-Charente
- Brivezac
- Brix
- Brixey-aux-Chanoines
- Brizambourg
- Brizay
- Brizeaux
- Brizon
- Brières-les-Scellés
- Brié-et-Angonnes
- Broc (Alpes-Maritimes)
- Broc (Maine-et-Loire)
- Broc (Puy-de-Dôme)
- Brocas
- Brochon
- Brocourt
- Broglie
- Brognard
- Brognon (Ardennes)
- Brognon (Côte-d'Or)
- Broindon
- Broissia
- Brombos
- Bromeilles
- Brommat
- Bromont-Lamothe
- Bron
- Bronvaux
- Broons
- Broquiers
- Broquiès
- Brossac
- Brossainc
- Brossay
- Brosse-Montceaux
- Brosses
- Brosville
- Brotte-lès-Luxeuil
- Brotte-lès-Ray
- Brou
- Brou-sur-Chantereine
- Brouains
- Broualan
- Brouay
- Brouchaud
- Brouchy
- Brouck
- Brouckerque
- Brouderdorff
- Brouennes
- Brouilh-Monbert
- Brouilla
- Brouillet
- Brouqueyran
- Brousse (Creuse)
- Brousse (Puy-de-Dôme)
- Brousse (Tarn)
- Brousse-le-Château
- Brousses-et-Villaret
- Brousseval
- Broussey-Raulecourt
- Broussey-en-Blois
- Broussy-le-Grand
- Broussy-le-Petit
- Brouvelieures
- Brouville
- Brouviller
- Brouy
- Brouzet-lès-Alès
- Brouzet-lès-Quissac
- Brouzils
- Broué
- Broxeele
- Broye
- Broye-Aubigney-Montseugny
- Broye-les-Loups-et-Verfontaine
- Broyes (Marne)
- Broyes (Oise)
- Broze
- Broût-Vernet
- Bruailles
- Bruay-la-Buissière
- Bruay-sur-l'Escaut
- Bruc-sur-Aff
- Brucamps
- Bruch
- Brucheville
- Brucourt
- Brue-Auriac
- Bruebach
- Brueil-en-Vexin
- Bruffière
- Brugairolles
- Brugeron
- Bruges
- Bruges-Capbis-Mifaget
- Brugheas
- Brugnac
- Brugnens
- Brugny-Vaudancourt
- Bruguière
- Bruguières
- Bruille-Saint-Amand
- Bruille-lez-Marchiennes
- Bruis
- Brulange
- Bruley
- Brullemail
- Brullioles
- Brumath
- Brumetz
- Brunehamel
- Brunelles
- Brunembert
- Brunet
- Bruniquel
- Brunoy
- Brunstatt
- Brunville
- Brunvillers-la-Motte
- Brunémont
- Brusque
- Brussey
- Brussieu
- Brusson (Marne)
- Brusvily
- Brutelles
- Bruville
- Brux
- Bruys
- Bruyère
- Bruyères
- Bruyères-et-Montbérault
- Bruyères-le-Châtel
- Bruyères-sur-Fère
- Bruyères-sur-Oise
- Bruz
- Bruère-Allichamps
- Bruère-sur-Loir
- Bry
- Bry-sur-Marne
- Bryas
- Brèches
- Brères
- Brèves
- Bréal-sous-Montfort
- Bréal-sous-Vitré
- Bréançon
- Bréau
- Bréau-et-Salagosse
- Bréauté
- Bréban
- Brécey
- Bréchamps
- Bréchaumont
- Brécy (Aisne)
- Brécy (Cher)
- Brécy-Brières
- Brécé
- Brée
- Brée-les-Bains
- Bréel
- Brégnier-Cordon
- Brégy
- Bréhain
- Bréhain-la-Ville
- Bréhal
- Bréhan
- Bréhand
- Bréhémont
- Bréhéville
- Brélidy
- Brélès
- Brémoncourt
- Brémontier-Merval
- Brémoy
- Brémur-et-Vaurois
- Bréménil
- Brénaz
- Brénod
- Bréry
- Bréseux
- Brétigny (Eure)
- Brétigny (Oise)
- Brétigny-sur-Orge
- Brévainville
- Bréval
- Brévands
- Brévedent
- Bréviandes
- Bréville (Calvados)
- Bréville (Charente)
- Bréville-sur-Mer
- Brévillers (Pas-de-Calais)
- Brévillers (Somme)
- Brévilly
- Brévière
- Brévonnes
- Bréxent-Enocq
- Bréziers
- Brézilhac
- Brézins
- Brézolles
- Brézé
- Brêmes
- Brû
- Brûlain
- Brûlatte
- Brûlon
- Buais
- Buanes
- Bubertré
- Bubry
- Buc (Territoire-de-Belfort)
- Buc (Yvelines)
- Bucamps
- Bucey-en-Othe
- Bucey-lès-Gy
- Bucey-lès-Traves
- Buchelay
- Buchy (Moselle)
- Buchy (Seine-Maritime)
- Buchères
- Bucilly
- Bucquoy
- Bucy-Saint-Liphard
- Bucy-le-Long
- Bucy-le-Roi
- Bucy-lès-Cerny
- Bucy-lès-Pierrepont
- Bucéels
- Budelière
- Buding
- Budling
- Budos
- Bueil
- Bueil-en-Touraine
- Buellas
- Buethwiller
- Buffard
- Buffignécourt
- Buffières
- Buffon (Côte-d'Or)
- Bugarach
- Bugard
- Bugeat
- Bugnein
- Bugnicourt
- Bugnières
- Buhl (Bas-Rhin)
- Buhl-Lorraine
- Buhy
- Buicourt
- Buigny-Saint-Maclou
- Buigny-l'Abbé
- Buigny-lès-Gamaches
- Buire
- Buire-Courcelles
- Buire-au-Bois
- Buire-le-Sec
- Buire-sur-l'Ancre
- Buironfosse
- Buis
- Buis-les-Baronnies
- Buis-sur-Damville
- Buissard
- Buisse
- Buissière
- Buisson (Lozère)
- Buisson (Marne)
- Buisson (Vaucluse)
- Buissoncourt
- Buissy
- Bujaleuf
- Bulan
- Bulat-Pestivien
- Bulcy
- Bulgnéville
- Bulhon
- Bulle
- Bullecourt
- Bulles
- Bulligny
- Bullion
- Bullou
- Bully (Loire)
- Bully (Rodan)
- Bully (Seine-Maritime)
- Bully-les-Mines
- Bulson
- Bult
- Buléon
- Bun
- Buncey
- Buneville
- Buno-Bonnevaux
- Bunus
- Bunzac
- Buoux
- Burbach
- Burbure
- Burcin
- Burcy (Calvados)
- Burcy (Seine-et-Marne)
- Burdignes
- Burdignin
- Bure
- Bure-les-Templiers
- Burelles
- Bures (Meurthe-et-Moselle)
- Bures (Orne)
- Bures-en-Bray
- Bures-les-Monts
- Bures-sur-Yvette
- Buret
- Burey
- Burey-en-Vaux
- Burey-la-Côte
- Burg
- Burgalays
- Burgaronne
- Burgaud
- Burgille
- Burgnac
- Burgy
- Burie
- Buriville
- Burlats
- Burlioncourt
- Burnand
- Burnevillers
- Burnhaupt-le-Bas
- Burnhaupt-le-Haut
- Buros
- Burosse-Mendousse
- Burret
- Bursard
- Burthecourt-aux-Chênes
- Burtoncourt
- Bury
- Burzet
- Burzy
- Buré
- Bus (Pas-de-Calais)
- Bus-Saint-Rémy
- Bus-la-Mésière
- Bus-lès-Artois
- Buschwiller
- Busigny
- Busloup
- Busnes
- Busque
- Bussac
- Bussac-Forêt
- Bussac-sur-Charente
- Bussang
- Busseau
- Busseaut
- Busserolles
- Busserotte-et-Montenaille
- Busset
- Bussiares
- Bussière (Loiret)
- Bussière (Vienne)
- Bussière-Badil
- Bussière-Boffy
- Bussière-Dunoise
- Bussière-Galant
- Bussière-Nouvelle
- Bussière-Poitevine
- Bussière-Saint-Georges
- Bussière-sur-Ouche
- Bussières (Côte-d'Or)
- Bussières (Haute-Saône)
- Bussières (Loire)
- Bussières (Puy-de-Dôme)
- Bussières (Saône-et-Loire)
- Bussières (Seine-et-Marne)
- Bussières (Yonne)
- Bussières-et-Pruns
- Busson
- Bussu
- Bussunarits-Sarrasquette
- Bussus-Bussuel
- Bussy (Cher)
- Bussy (Oise)
- Bussy-Albieux
- Bussy-Lettrée
- Bussy-Saint-Georges
- Bussy-Saint-Martin
- Bussy-en-Othe
- Bussy-la-Pesle (Côte-d'Or)
- Bussy-la-Pesle (Nièvre)
- Bussy-le-Château
- Bussy-le-Grand
- Bussy-le-Repos (Marne)
- Bussy-le-Repos (Yonne)
- Bussy-lès-Daours
- Bussy-lès-Poix
- Busséol
- Bust
- Bustanico
- Bustince-Iriberry
- Buswiller
- Busy
- Buthiers (Haute-Saône)
- Buthiers (Seine-et-Marne)
- Butot
- Butot-Vénesville
- Butry-sur-Oise
- Butteaux
- Butten
- Buverchy
- Buvilly
- Buxerette
- Buxerolles (Côte-d'Or)
- Buxerolles (Vienne)
- Buxeuil (Aube)
- Buxeuil (Indre)
- Buxeuil (Vienne)
- Buxières-d'Aillac
- Buxières-les-Mines
- Buxières-lès-Clefmont
- Buxières-lès-Villiers
- Buxières-sous-Montaigut
- Buxières-sous-les-Côtes
- Buxières-sur-Arce
- Buxy
- Buysscheure
- Buzan
- Buzancy (Aisne)
- Buzancy (Ardennes)
- Buzançais
- Buzeins
- Buzet-sur-Baïse
- Buzet-sur-Tarn
- Buziet
- Buzignargues
- Buzon
- Buzy
- Buzy-Darmont
- Bué
- By
- Byans-sur-Doubs
- Bâgé-la-Ville
- Bâgé-le-Châtel
- Bâlines
- Bâthie
- Bâtie-Divisin
- Bâtie-Montgascon
- Bâtie-Montsaléon
- Bâtie-Neuve
- Bâtie-Rolland
- Bâtie-Vieille
- Bâtie-des-Fonds
- Bâties
- Bègles
- Bègues
- Bèze
- Béage
- Béalcourt
- Béalencourt
- Béard
- Bébing
- Béceleuf
- Béchamps
- Bécherel
- Bécheresse
- Béchy
- Bécon-les-Granits
- Bécordel-Bécourt
- Bécourt
- Bédarieux
- Bédarrides
- Bédeilhac-et-Aynat
- Bédeille (Ariège)
- Bédeille (Pyrénées-Atlantiques)
- Bédoin
- Bédouès
- Béduer
- Bédéchan
- Bédée
- Bégaar
- Bégadan
- Béganne
- Bégard
- Bégole
- Bégrolles-en-Mauges
- Bégude-de-Mazenc
- Béguey
- Béguios
- Béhagnies
- Béhasque-Lapiste
- Béhen
- Béhorléguy
- Béhoust
- Béhuard
- Béhéricourt
- Bélarga
- Bélaye
- Bélesta (Ariège)
- Bélesta (Pyrénées-Orientales)
- Bélesta-en-Lauragais
- Bélieu
- Béligneux
- Bélis
- Bélus
- Bélâbre
- Bémécourt
- Bénac (Ariège)
- Bénac (Hautes-Pyrénées)
- Bénaix
- Bénaménil
- Bénarville
- Bénesse-Maremne
- Bénesse-lès-Dax
- Bénestroff
- Bénesville
- Bénifontaine
- Béning-lès-Saint-Avold
- Bénisson-Dieu
- Bénivay-Ollon
- Bénodet
- Bénonces
- Bénouville (Calvados)
- Bénouville (Seine-Maritime)
- Bény
- Bény-sur-Mer
- Bénéjacq
- Bénévent-et-Charbillac
- Bénévent-l'Abbaye
- Béon (Ain)
- Béon (Yonne)
- Béost
- Bérat
- Béraut
- Bérelles
- Bérengeville-la-Campagne
- Bérenx
- Bérig-Vintrange
- Bérigny
- Bérou-la-Mulotière
- Béru
- Béruges
- Bérulle
- Bérus
- Béréziat
- Bésayes
- Bésignan
- Bésingrand
- Bétaille
- Béthancourt-en-Valois
- Béthancourt-en-Vaux
- Béthelainville
- Béthemont-la-Forêt
- Béthencourt
- Béthencourt-sur-Mer
- Béthencourt-sur-Somme
- Bétheniville
- Bétheny
- Béthincourt
- Béthines
- Béthisy-Saint-Martin
- Béthisy-Saint-Pierre
- Béthon
- Béthonsart
- Béthonvilliers
- Béthune
- Bétignicourt
- Bétous
- Bétracq
- Bétête
- Bévenais
- Béville-le-Comte
- Bévillers
- Bévy
- Bézac
- Bézancourt
- Bézaudun-les-Alpes
- Bézaudun-sur-Bîne
- Bézenac
- Bézenet
- Béziers
- Bézouotte
- Bézu-Saint-Eloi
- Bézu-Saint-Germain
- Bézu-la-Forêt
- Bézu-le-Guéry
- Bézues-Bajon
- Bézéril
- Bô
- Bû
- Bû-sur-Rouvres
- Bœrsch
- Bœsenbiesen

| A \| B \| C \| D \| E \| F \| G \| H \| I \| J \| K \| L \| M \| N \| O \| P \| Q \| R \| S \| T \| U \| V \| W \| X \| Y \| Z \| É |